# Ostrolist poléhavý
Ostrolist poléhavý (Asperugo procumbens) je druh monotypického rodu ostrolist z čeledi brutnákovitých. V ČR roste jako naturalizovaný archeofyt. Je to nenápadná bylina s drobnými modrofialovými kvítky vyrůstající často v lidmi přetvořené krajině a které také lidská činnost napomáhá k rozšiřování.

## Výskyt
Přirozeným místem výskytu jsou kamenité a štěrkovité terény subtropické oblasti západní Asie, ke Středozemnímu moři přilehlé části Afriky a střední, jižní a východní Evropa; zavlečen byl do Severní Ameriky. Roste od nížin až do podhůří na osluněných, mírně vlhkých až suchých místech kde je půda bohatá na humus a minerální látky. Jako nitrofilní rostlina má v oblibě ruderální stanoviště, skládky, komposty, staré rozvaliny, smetiště, příkopy i okraje polních cest, polí a květinových záhonů. V České republice se roztroušeně vyskytuje v teplejších oblastech, v Čechách v okolí Prahy, v Českém středohoří a Poohří, na Moravě v okolí Brna, v Pálavských vrších a Podyjí.

## Popis
Jednoletá ozimá rostlina s poléhavou nebo vystoupavou vidličnatě rozvětvenoulodyhou dlouhou 20 až 80 cm. Je slabá a křehká, tupě hranatá a po celé délce má drsné, nazpět zahnuté háčkovité chlupy. Řídce je porostlá řapíkatými listy, obvykle ve spodní části lodyhy vyrůstají střídavě a výše pak vstřícně, někdy bývají sblíženy po třech nebo čtyřech do zdánlivého přeslenu. Směrem vzhůru se listy zmenšují a zkracuje se jim řapík. Tmavozelené listové čepele o rozměrech 3 až 6 × 1 až 2 cm jsou tvaru podlouhlého, kopinatého nebo vejčitého, po obvodě jsou celistvé nebo mírně zubaté, mají výraznou síťovou žilnatinu a po obou stranách jsou porostlé odstálými chlupy.
Drobné oboupohlavné květy vyrůstající po jednom až dvou z paždí listů jsou v době kvetení (v květnu a červnu) přisedlé a vzpřímené, v době plodu stopkaté a dolů svěšené. Kalich s výraznou žilnatinou, dlouhý asi 3 mm, má pět nestejně velkých cípů, při zrání plodu je zvětšený a zploštělý a dva drsné zvětšené kališní lístky těsně plod obalují. Nálevkovitá koruna, jen asi 2,5 mm dlouhá, z kalichu sotva vyčnívá. Zpočátku je fialová a později se zbarví na sytě modrou. Při ústí její trubky je pět výstupků stěžujících přístup hmyzu k pěti tyčinkám kratším než baňkovitě rozšířena trubka. Hmyz tyto květy málo vyhledává, bývají nejčastěji opyleny autogamicky. Ploidie je 2n = 48.
Na plodních stopkách svěšených dolů se vytvářejí 4dílné tvrdky obalené zvětšenými vytrvalými kališními lístky. Tyto plody se rozpadnou na čtyři podlouhle vejčité, zploštělé, lysé, světle hnědé, 3 až 3,5 mm dlouhé bradavčité plůdky; ty mají dlouhou dormanci a v půdě si zachovávají po několik let dobrou klíčivost. Rostlina je považována za celkem neškodný polní plevel.

## Ohrožení
V České republice je ostrolist poléhavý, kvůli současnému poklesu početnosti, zařazen mezi ohrožené druhy (C3).